# Cshogo pekcsei király
Cshogo (Chogo), más néven Szogo (Sogo) (? – 214) az ókori Pekcse (Baekje) állam ötödik királya volt.

## Élete
Még apja idején megromlott az ország viszonya Sillával, a konfliktus Cshogo (Chogo) uralkodása idején is folytatódott. 167-ben erőfitogtatásképp elfoglalt két sillai várat és foglyul ejtett ezer sillait, azonban a rivális ország királya 28 000 fős sereggel indult Pekcse (Baekje) ellen, ami megrettentette Cshogót (Chogót) és visszaszolgáltatta az elfoglalt várakat. Sértett büszkesége okán Cshogo (Chogo) többször is csatázott Sillával a határ mentén, de nem tudott látványos eredményeket elérni.
214-ben a malgalok egy erődítményét is elfoglalta, amire válaszul a törzsek megtámadták Pekcsét (Baekjét). Ilyen körülmények között hunyt el, a trónon fia, Kuszu (Gusu) követte.